# Ceglie del Campo
Ceglie del Campo è un quartiere di Bari, appartenente dal 2014 al IV municipio (ex IV circoscrizione).
Fu un comune autonomo fino al 1928.

## Geografia fisica
Il quartiere si trova nella periferia sud della città, a circa 6 km dal centro, e confina con gli altri quartieri della circoscrizione:
- a nord con il quartiere di Carbonara di Bari;
- a est con il comune di Capurso;
- a sud-est con il comune di Valenzano;
- a sud-ovest con il quartiere Loseto;
- a ovest con il comune di Bitritto.

## Aspetti generali
La maggior parte delle antiche case del rione sono alte non più di due piani. La strada principale è via Umberto I, che si estende da via Vincenzo Roppo (area di circolazione che collega Ceglie del Campo a Carbonara di Bari) fino alla necropoli del quartiere e poi ancora verso il comune di Valenzano.
Negli ultimi decenni, intorno alla zona antica, si sono sviluppate diverse zone residenziali e in particolare:
- una sulla strada per il comune di Valenzano;
- una in direzione del quartiere Loseto, in particolar modo sull'arteria barese denominata Viale Gennaro Trisorio-Liuzzi (già Via Giulio Petroni).

### La Chiesa Matrice
La Chiesa Matrice, parrocchia ubicata nel centro rione, è consacrata alla compatrona "Maria Santissima del Campo" e fu edificata nel 1776; ha avuto un ruolo molto importante nella storia del centro abitato. La Madonna del Campo è festeggiata il 15 agosto.
A tutt'oggi nella terza decade del mese di ottobre si svolge la festa patronale in onore di Maria Santissima di Buterrito, manifestazione che ha tuttora un grande seguito non solo nei residenti nella zona, ma anche da parte di immigrati italiani provenienti dall'America Latina; è altresì vasta la partecipazione di concittadini provenienti dai quartieri limitrofi della città.

## Storia

### La fondazione
Si crede che Ceglie (anticamente Cælia) abbia una storia molto antica e forse anche precedente alla nascita di Roma. Fu fondata dai Peuceti e poi passata ai Greci.
Del suo passato rimane, all'interno del centro storico, un castello forse risalente all'XI secolo, inglobato nei secoli posteriori da case d'abitazione, che ne hanno modificato le forme originarie. Questo castello, con il villaggio che lo attornia, fu rifugio dei cittadini baresi che nel 1156 fuggivano dall'assedio di Guglielmo I di Sicilia il Malo (oltre che ricovero per persone aggredite dai predoni fino a tutto il '300).
Nel 1863, per problemi di omonimia con un altro paese vicino ad Ostuni, Ceglie cambiò denominazione diventando Ceglie del Campo, in onore della Madonna.
Il centro storico del rione era (e lo è tradizionalmente ancora oggi) suddiviso in sei contrade: Aia di Cristo, Buterrito, La Fitta, Sant'Angelo, Piscine e Porta Nuova.

### Da comune a quartiere di Bari

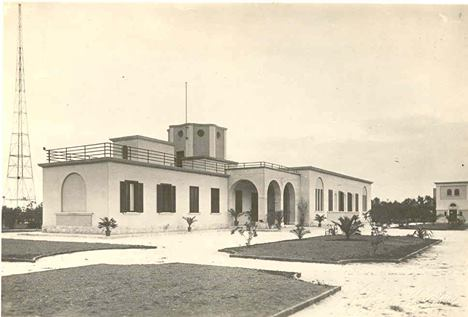
Edificio e antenne della stazione trasmittente di Radio Bari, in Via Lamie, Ceglie del Campo

I comuni di Ceglie del Campo e Carbonara di Bari furono soppressi con Regio Decreto nº 364 del 16 febbraio 1928, emanato da Re Vittorio Emanuele III su proposta del Capo del Governo Benito Mussolini e per volontà dell'allora podestà di Bari Araldo di Crollalanza, ed aggregati al comune di Bari. Contestualmente all'emanazione dell'atto Reale, si dotava la costituenda entità amministrativa di un unico ufficio di Stato Civile riconosciuto con decretazione del Ministro di Grazia e Giustizia.
Successivamente, il 30 luglio 1953 fu ratificato un decreto ministeriale, decreto quest'ultimo che attuava la scissione delle frazioni ivi indicate in due distinte frazioni amministrative. Tale provvedimento legislativo comportò conseguentemente la costituzione di due uffici di Stato Civile distinti e separati dal resto del comune di Bari.
Il 26 gennaio 1970 il Consiglio Comunale di Bari con delibera 489/70 approvò la suddivisione del capoluogo pugliese in 17 quartieri nella cui ripartizione fu inglobato in maniera distinta il quartiere Ceglie.
La deliberazione ivi menzionata fu emanata sulla scorta dell'articolo 155 del Regio decreto legge nº 148 del 4 febbraio 1915, ora abrogato e sostituito dal Testo Unico sugli Enti Locali, il quale affermava testualmente: "I comuni superiori a 60 000 abitanti, anche quando non siano divisi in borgate o frazioni, possono deliberare di essere ripartiti in quartieri, nel qual caso compete al Sindaco la facoltà di delegare, le sue funzioni di ufficiale di governo, ai sensi degli articoli 152, 153 e 154, e di associarsi degli aggiunti presi fra gli eleggibili sempre con l'approvazione del Prefetto".
Tale provvedimento inoltre fu approvato dal Prefetto della Provincia di Bari allora in carica, nonché dal Comitato Regionale di Controllo (co.re.co) della Regione Puglia con nota protocollare N. 17309/6 in data 26 aprile 1972, con cui congiuntamente allo stesso Prefetto, la Regione Puglia prendeva atto della deliberazione del Comune di Bari approvandola definitivamente e rendendola esecutiva.
La delibera consiliare ivi indicata pertanto statuì il decadimento dello status giuridico di frazioni amministrative delle località citate, nonché delle restanti frazioni di Bari.
Il territorio del comune di Bari, il 28 luglio 1979 fu suddiviso in nove circoscrizioni amministrative: il quartiere Ceglie fu incluso nella IV circoscrizione, quest'ultima comprendente altri quartieri baresi tra cui Carbonara e Loseto.

## Infrastrutture e trasporti
Fra il 1909 e il 1952 Ceglie rappresentò il capolinea meridionale della tranvia Bari-Carbonara-Ceglie, in seguito integrata nella rete urbana di Bari e poi sostituita dalla linea 4 della rete filoviaria.

## Mezzi pubblici
È possibile raggiungere il quartiere Ceglie del Campo con i seguenti mezzi pubblici:
- Linee di autobus dell'AMTAB: 4, 11, 11/, 21;
- Treni della Ferrovie del Sud Est, ferrovia Mungivacca-Putignano, stazioni Bari Ceglie - Carbonara e Bari La Fitta;
- Tangenziale di Bari SS 16, uscita 12.